# Goniomitrium
Goniomitrium là một chi rêu trong họ Funariaceae.